# 幸手市内循環バス
幸手市内循環バス（さってしないじゅんかんバス）は、埼玉県幸手市が運行するコミュニティバス。運行は中田商会に委託している。
本項では、1996年から2016年まで運行されていた「幸手市内循環バス」についても併せて記述する。なお本項では便宜上、1996年に運行開始した市内循環バスを「初代」、2022年1月4日に運行開始した市内循環バスを「2代」と表記する。

## 歴史

### 運行開始から廃止まで
1996年（平成8年）1月より運行開始。交通弱者の救済と、公共施設へのアクセス確保を目的として、幸手市が主体となり運行されていた。運行は東埼玉観光バスに委託していた。土日祝日も毎日運行、年末年始（12月29日 - 1月3日）のみ運休であった。
1996年の運行開始当初は運賃無料であったが、「幸手市財政健全化計画」により利用者負担の必要性が唱えられ、さらに市監査委員からも有料化を含めたコミュニティバス運行内容の再検討を求められた。市民を対象とした「公共交通に関するアンケート」でも有料化に賛同する意見が多かったことから、2011年（平成23年）3月1日より運賃有料とし乗合バス化に踏み切った。
幸手市内循環バスは、市内4路線で運行され年間3万人前後の利用があったものの、自宅からバス停留所まで遠い市民にとっては使いにくいなどの問題もあった。利用者の高齢化を受け、市民協働課では「バス停まで歩くのも大変だという人が増え、自宅前から乗車できる形とした」として、2016年（平成28年）3月31日をもって市内循環バスを廃止。2015年（平成27年）10月から運行開始された予約制デマンドバス「幸手市デマンド交通 さっちゃん号」に一本化された。

#### 利用状況
- 2009年度（平成21年度）59,333人[7] - 運賃無料、小型バス（日野・リエッセ）で運行
- 2011年度（平成23年度）31,223人[16] - 運賃有料化、マイクロバス（日野・リエッセII）で運行
- 2012年度（平成24年度）32,482人[16]
- 2013年度（平成25年度）31,082人[16]

### 市内循環バス復活へ
デマンドバス「さっちゃん号」は定員10名のワンボックスカー（トヨタ・ハイエースコミューター）2台を使用し、利用者の自宅と幸手市内339箇所の停留所（幸手市では「目的地」と呼ぶ）を結ぶ乗合タクシー方式で運行していた。「目的地」は幸手駅および朝日自動車のバス停留所で、乗車には事前登録とデマンド交通予約センターへの電話予約が必要となる。しかしデマンドバスの利用登録者は4,000人を超え、乗客の約6割が通院利用のため時間が集中し予約が取れないことも多く、市民からは利用しづらいという苦情が寄せられていた。
2019年の幸手市長選挙では、デマンドバスの見直しを公約に掲げた木村純夫が当選。2020年3月に実施した市民アンケートでは、市の公共交通として循環バス復活を望む声が7割を超え、デマンドバス支持は約1割に留まった。これを受け、幸手市では2021年2月、市内循環バスの運行を2022年1月に再開する方針を決め、2021年度予算案に事業費2,116万円を計上した。2022年度以降は年間約4,000万円の予算を見込んでいる。
予定どおり2022年1月4日より、2代目となる「幸手市内循環バス」が運行開始され、市内に本社を置く中田商会（中田観光バス）が運行を受託した。廃止前は4コースを2台のマイクロバスで運行していたが、小型ノンステップバスを1台増やして「中央コース」を新設した。中央コースは一日8便、その他のコースは一日4便を運行する。同日、幸手市役所駐車場にて出発式が開催され、木村純夫市長らが出席してテープカットを行った。
市内循環バス（2代）では、鉄道路線や市内の一般路線バス、隣接自治体のコミュニティバスとの接続に配慮して利便性を高めた。幸手市内では朝日自動車が一般路線バス4系統を運行しており、市内循環バス5コース全てに一般路線4系統との乗継停留所を設定した。また、埼玉県杉戸町の「杉戸町内巡回バス」と茨城県五霞町の「ごかりん号」への乗換停留所も設けた。市民協働課では「近隣町のバスとの連携を図って利便性を高めた。多くの市民に利用してほしい」と述べている。

埼玉県内でも廃止されたコミュニティバスは多数あるが、埼玉県企画財政部交通政策課では、これが実現すれば県内初となる廃止コミュニティバスの復活事例となるとしている。ただし実際には埼玉県新座市のコミュニティバス「新座市シャトルバス」の廃止後に、市民の要望により「にいバス」として運行が復活した事例がある。ただし新座市の場合は運行受託事業者が変更されただけでなく、廃止前とは運行ルートが全く異なる。

## 年表
- 1996年（平成8年）1月 - 市内循環バス（初代）を運行開始[8]。当初は運賃無料であった[12][13]。
- 2005年（平成17年） - 運行委託先を坂東交通から東埼玉観光バスへ変更。日野・レインボーRB[要出典]から日野・リエッセ[18]に車両変更。
- 2008年（平成20年）4月1日 - 幸手駅への乗り入れを開始。
- 2010年（平成22年）5月29日 - 日野・リエッセから、マイクロバスの日野・リエッセII[6]に車両変更。
- 2011年（平成23年）3月1日 - 運賃が有料化、1乗車100円となる[7]。一日乗車券を200円で発売[7]。
- 2012年（平成24年）6月1日 - ルート変更およびダイヤ改正[7]。東埼玉総合病院へ乗り入れ開始[7]。また利用状況に応じ、停留所の統廃合・移設を行う[7]。
- 2015年（平成27年）10月 - 幸手市デマンド交通「さっちゃん号」運行開始[8]。
- 2016年（平成28年）3月31日 - 市内循環バス（初代）がこの日をもって廃止[8]。
- 2019年（令和元年）10月6日 - デマンドバス見直しを公約に掲げた木村純夫が市長に当選[12][13]。
- 2021年（令和3年）2月 - 幸手市が市内循環バスの運行再開を決定[12][13]、2021年度予算案に事業費2,116万円を計上[12][13]。
- 2022年（令和4年）1月4日 - 市内循環バス（2代）を運行開始[1][2][3]。中田商会に運行を委託[4]。これに伴い、幸手市デマンド交通「さっちゃん号」は廃止された[19]。

## 幸手市内循環バス（2代）

### 運行受託事業者
- 中田商会株式会社（中田観光バス）[2][4]

### 運行内容

#### 運賃・乗車券類
運賃および乗車券類の設定は以下のとおり。
- 大人（中学生以上）200円
- 小児（小学生）100円
- 幼児・乳児（小学生未満）無料
- 以下の場合は運賃支払い時の提示により運賃半額となる。
  - 各種障害者手帳（身体障害者手帳、療育手帳、精神障害者保健福祉手帳）所持者
  - 要介護・要支援認定を受けている者
  - 上記の該当者と同乗する介護者（1人まで）
- 専用一日乗車券を大人300円、小児200円で販売している。販売場所はバス車内のみ。

### 路線
- 初代の頃は、 東A・Bコース、西A・Bコースの4コースで運行していたが、2代では「中央コース」が新設された。
- 起終点の「幸手市役所」と「ウェルス幸手（アスカル幸手前）」は、他コースへの乗換ポイントとして設定されており、乗継を考慮したダイヤが組まれている[4]。
- 東コース・西コースはそれぞれ、乗車したままA・Bコースを乗継でき、その場合は追加運賃はかからない（例：東Bコース1便→東Aコース2便）[4]。

以下、停留所は複数コースを経由するもの、主要施設を経由するもののみ記載。コースと停留所の詳細については、公式サイト「時刻表」「路線図」を参照。

#### 中央コース
- 幸手市役所 → 幸手北モール → 埼玉りそな銀行前 → 幸手駅東口 → エムズタウン幸手 → ジョイフル本田 → 幸手団地中央 → 東埼玉総合病院 → 中央公民館・図書館入口 → ウェルス幸手（アスカル幸手前） → 児童館・武道館前 → 東4丁目（いいじまクリニック前） → 幸手市役所

所要時間は約55分。

#### 東Aコース
- ウェルス幸手（アスカル幸手前） → 東公民館 → ウェルス幸手（アスカル幸手前） → 児童館・武道館前 → JA幸手支店前（幸手郵便局入口） → 商工会前 → 幸手市役所

所要時間は約60分。

#### 東Bコース
- 幸手市役所 → 東4丁目（いいじまクリニック前） → 権現堂 → 東公民館 → ウェルス幸手（アスカル幸手前）

所要時間は約45分。

#### 西Aコース
- 幸手市役所 → 東4丁目（いいじまクリニック前） → 権現堂 → 幸手駅西口 → 商工会前 → 幸手市役所

所要時間は約60分。

#### 西Bコース
- 幸手市役所 → 幸手北モール → 幸手桜高校入口 → 幸手駅西口 → ジョイフル本田 → 幸手団地中央 → 商工会前 → 幸手市役所

所要時間は約52分。

#### 沿線の施設

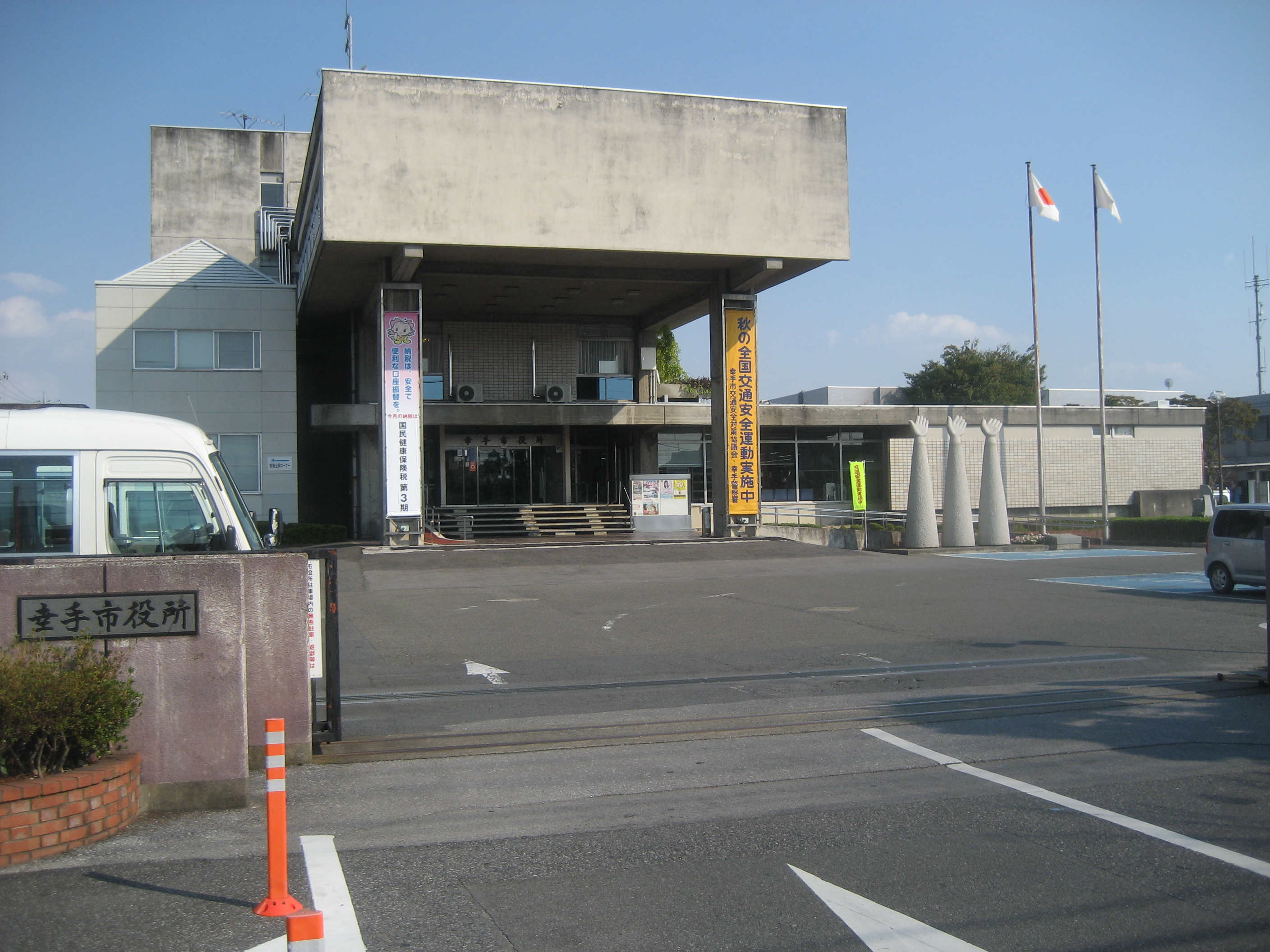
幸手市役所
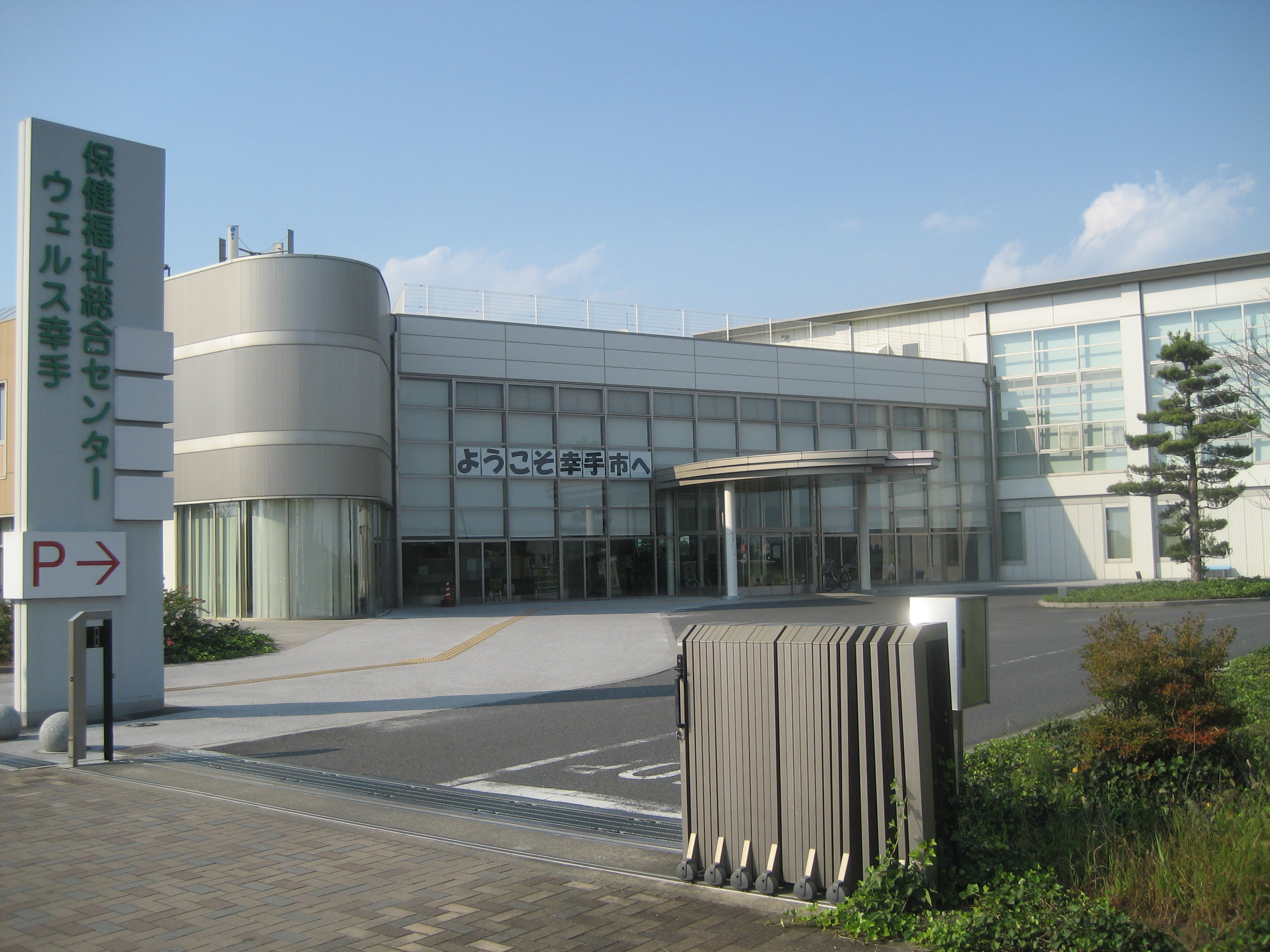
幸手市保健福祉総合センター「ウェルス幸手」
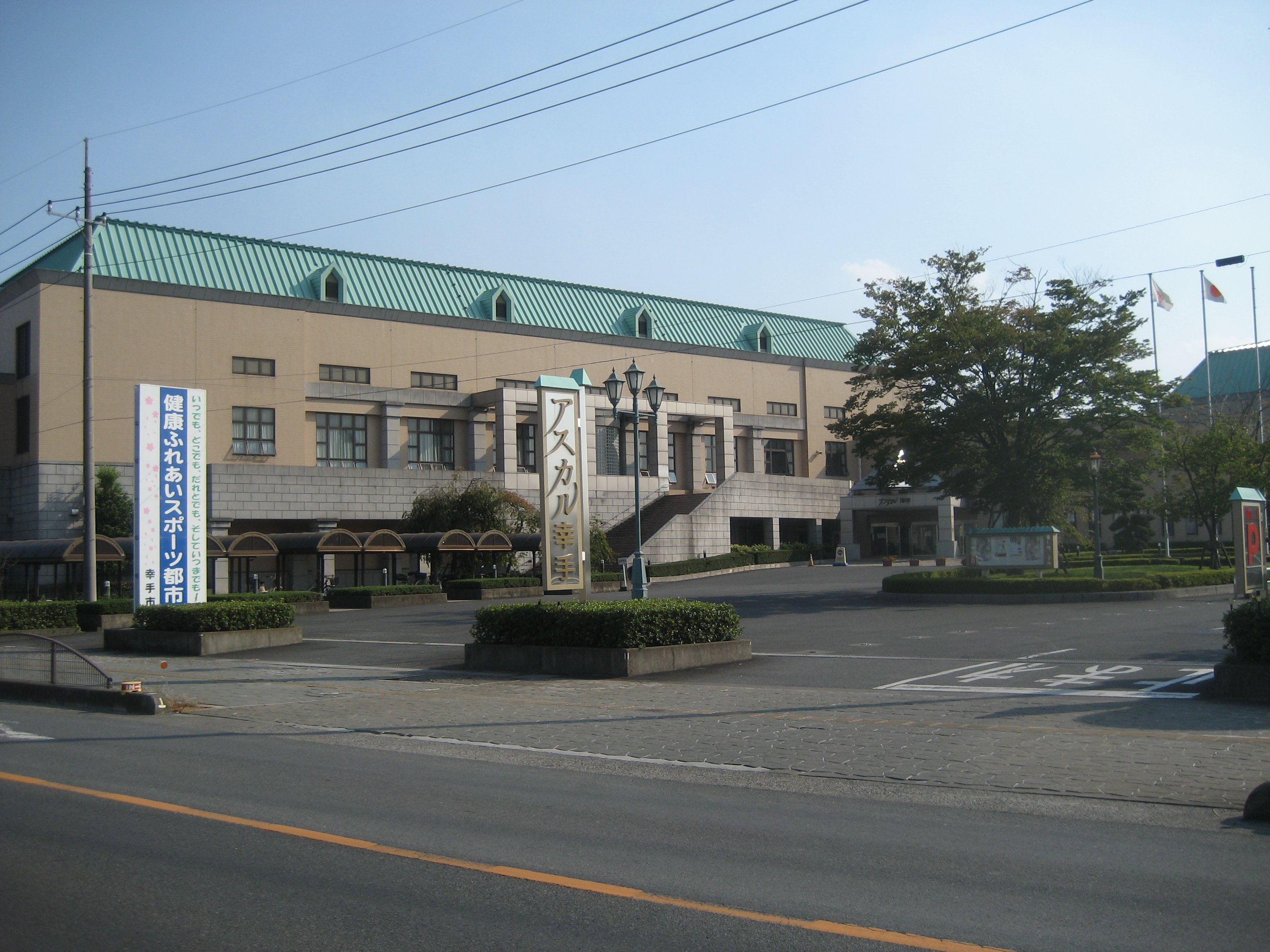
幸手市民文化体育館「アスカル幸手」
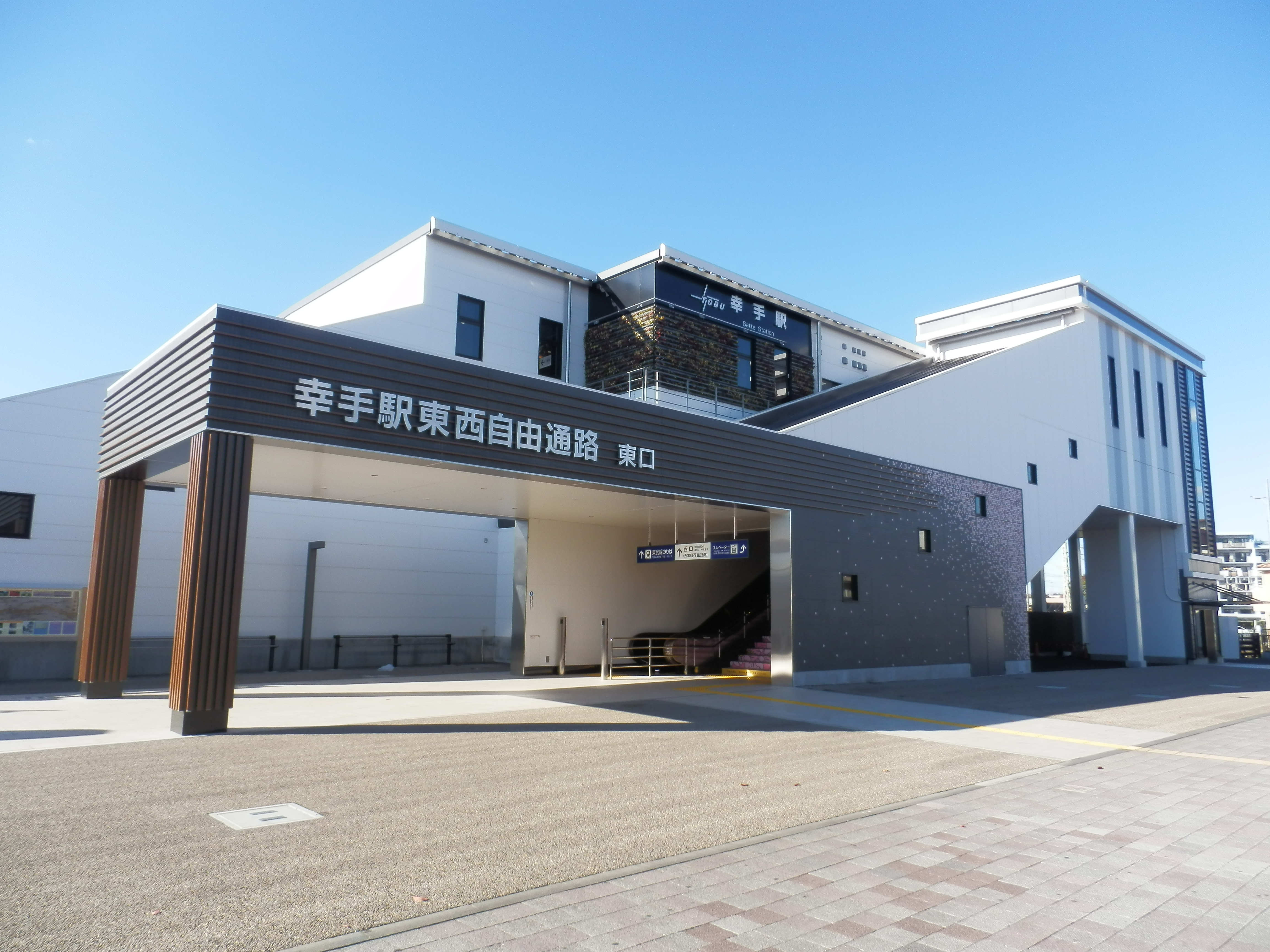
幸手駅東口
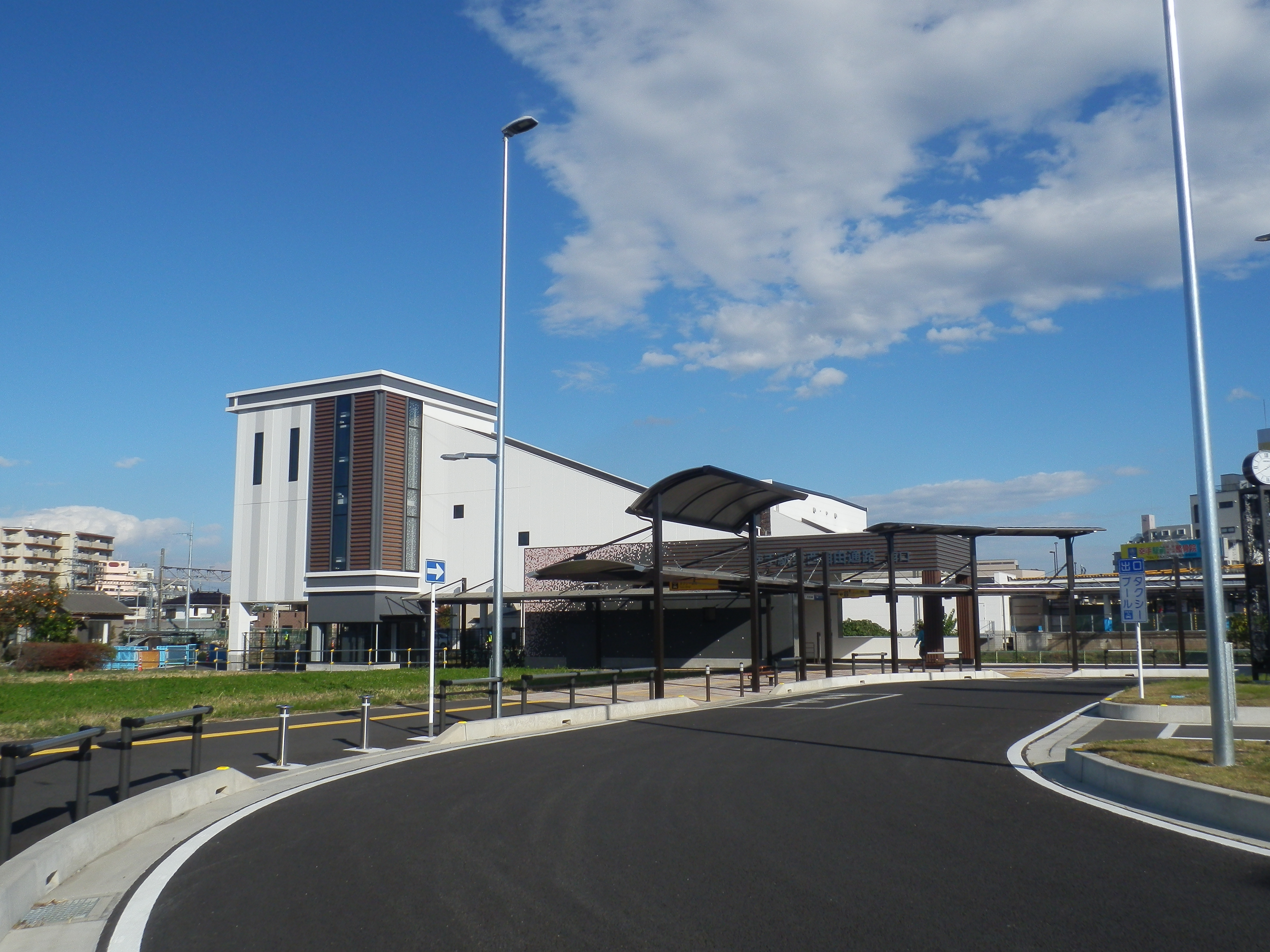
幸手駅西口
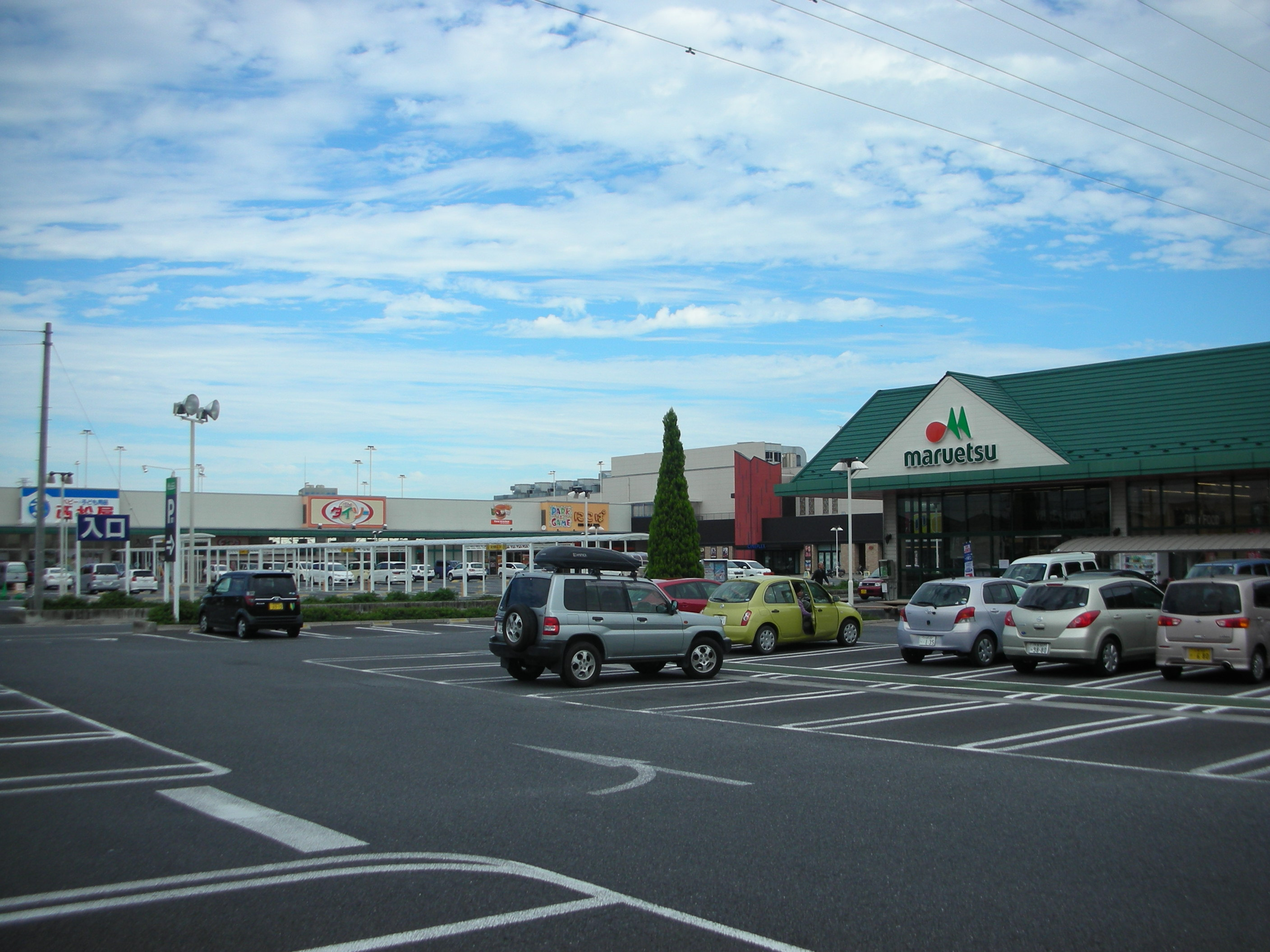
エムズタウン幸手
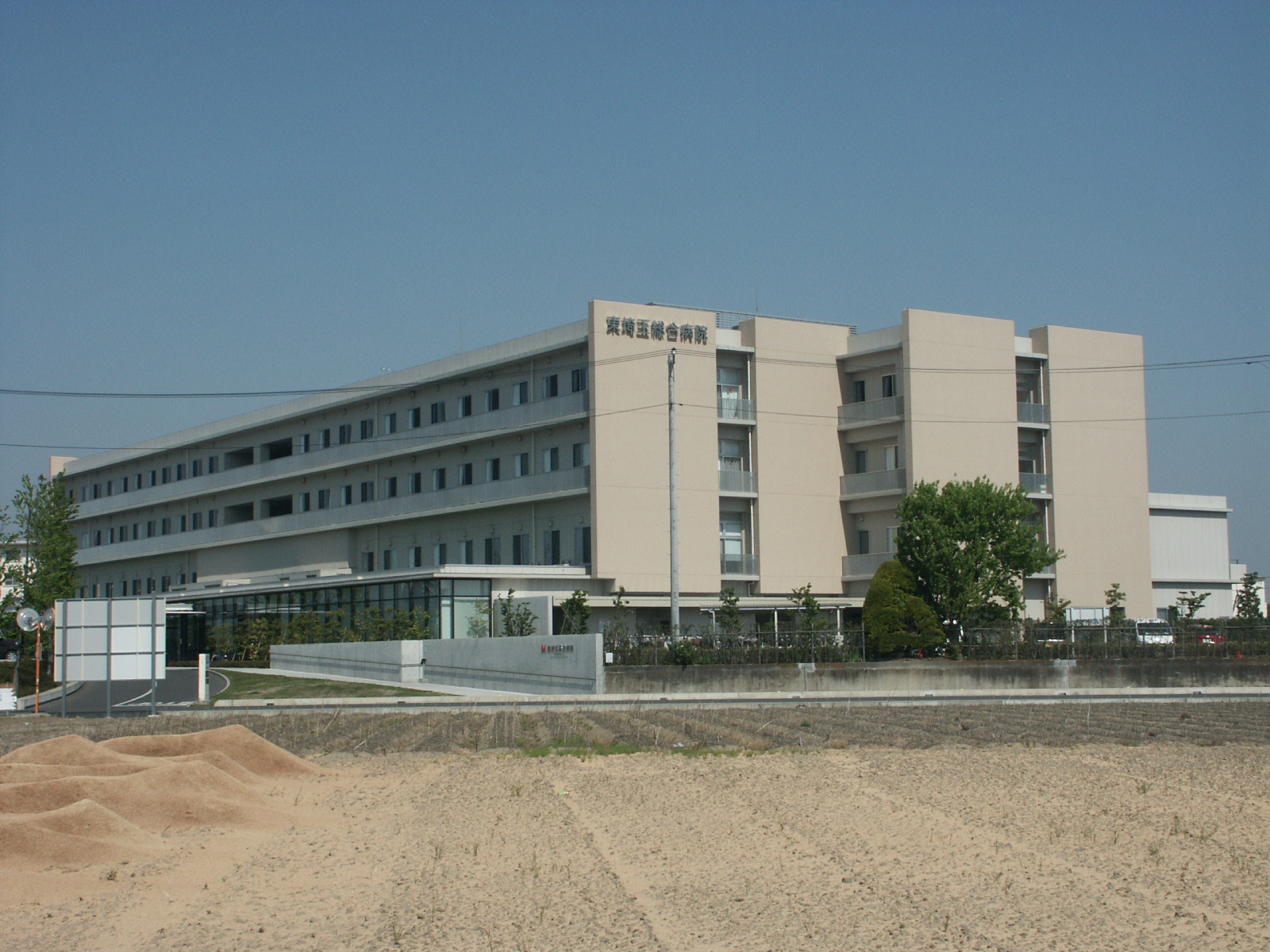
東埼玉総合病院
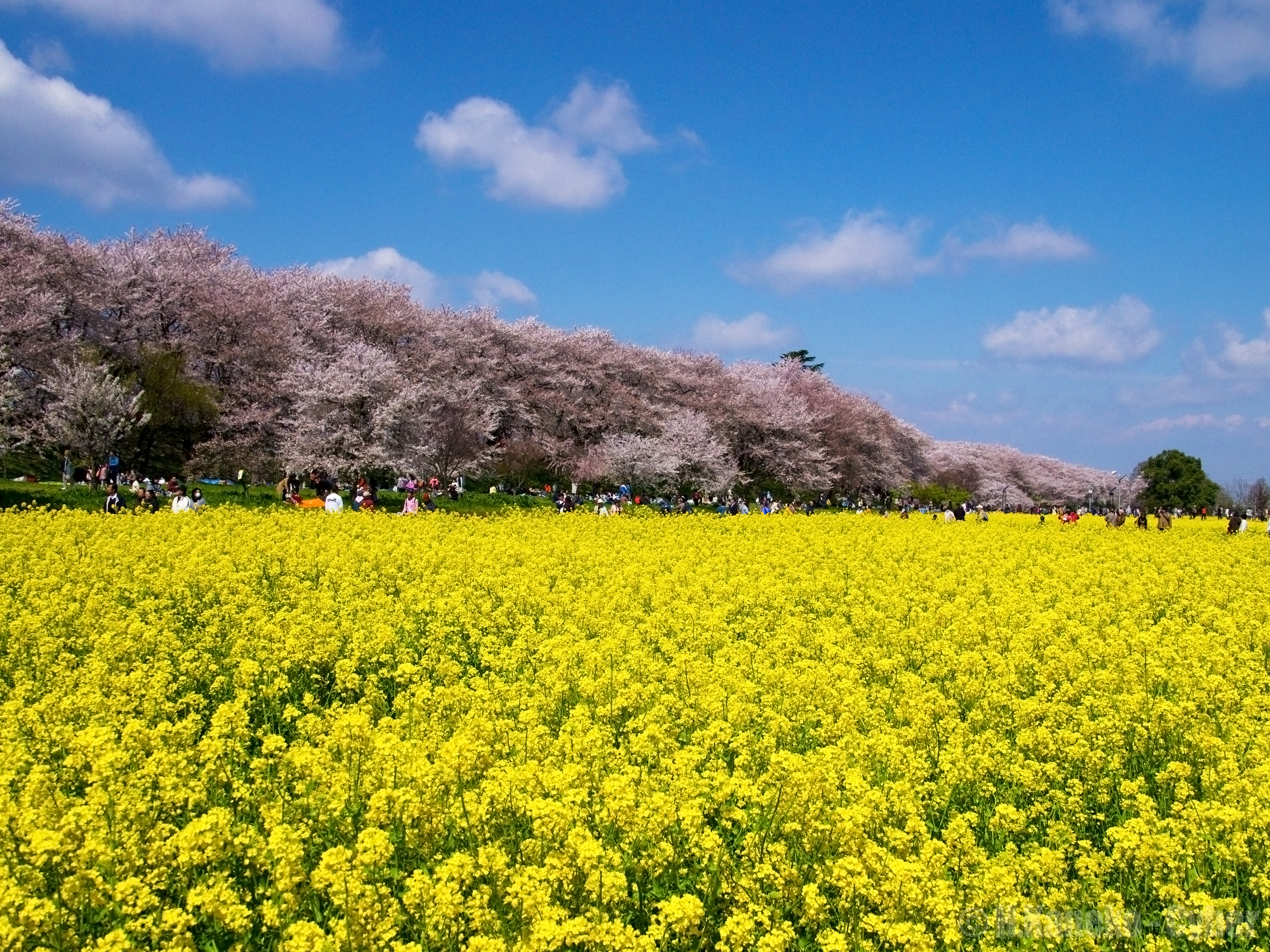
権現堂公園の桜並木と菜の花

### 車両

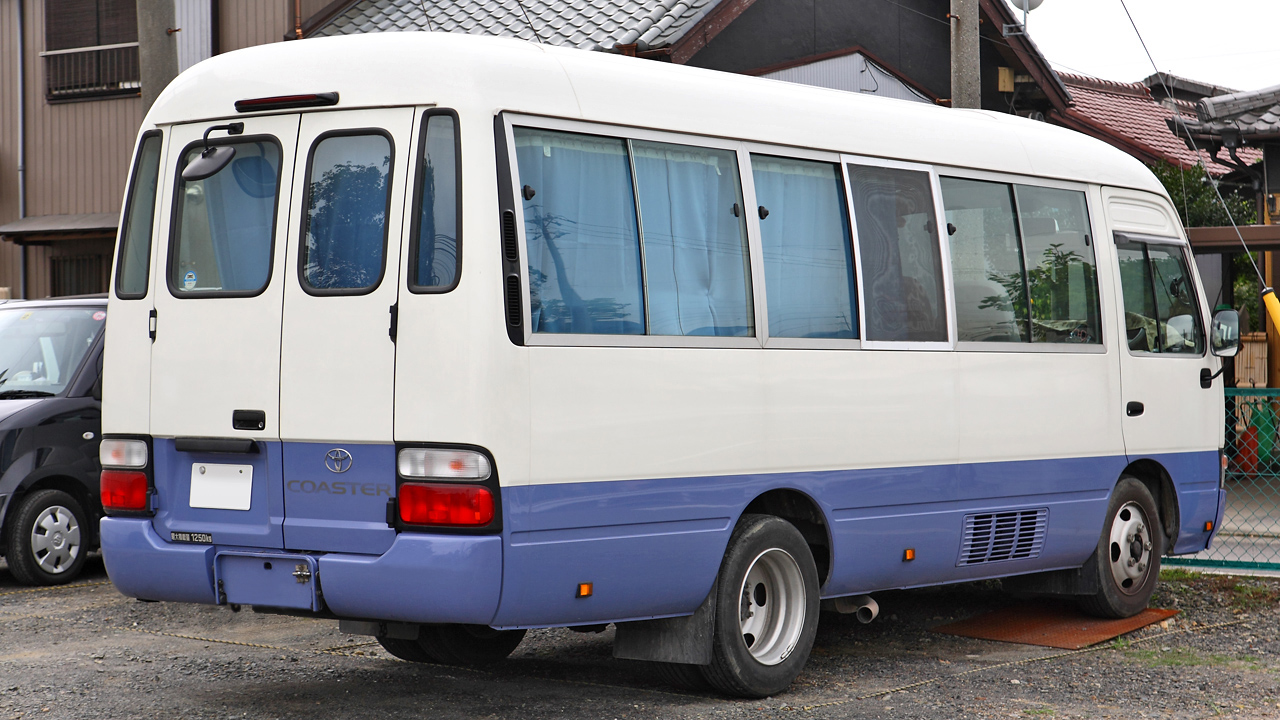
トヨタ・コースター/日野・リエッセIIのカタログカラー
（幸手市内循環バスの車両ではない）

小型ノンステップバスおよびワンボックスカーが使用される。いずれも車椅子での乗車が可能。
- 日野・ポンチョ（ショートボディ）：中央コースで使用。32人乗り、1台[17]。ピンク地に白文字で「幸手市内循環バス」と表記[20]。
- トヨタ・ハイエース：東A・Bコース、西A・Bコースで使用。12人乗り、2台[17]。白地に紺文字で「幸手市内循環バス」と表記[20]。電動ステップと車椅子用リフト付き。

また運行経費を補うため、車両（車体および車内）と専用バス停に掲出する広告を募集している。

## 幸手市内循環バス（初代）

### 運行受託事業者
- 株式会社東埼玉観光バス[8][10][11]
  - 本社：〒340-0121　埼玉県幸手市上吉羽1064-1[22]
- 坂東交通株式会社
  - 本社：〒340-0145　埼玉県幸手市大字平須賀3154-9[23][24]

### 運行内容

#### 運賃・乗車券類
- 運賃は前払い[8]。2011年3月1日から有料化された[7]。
- 運賃：1乗車100円均一（大人・小人同額）[5][6][8]、未就学児は無料[5][6][8]。
- 一日乗車券：200円（車内で販売）[5][6][8]
- 各種障害者手帳（身体障害者手帳、療育手帳、精神障害者保健福祉手帳）の提示で、本人および同伴の介護者1名まで無料[5][6][8]。
- 介護保険被保険者証の提示で、要介護・要支援認定を受けている本人および同伴の介護者1名まで無料[5][6][8]。

### 路線
幸手市役所（幸手市東4丁目6-8）を起終点として東武日光線幸手駅を経由する片回り循環路線が、東西各2コースの合計4コース運行されていた。
各コースとも一日4便、停留所数は40箇所程度、一周の所要時間は60分程度と、比較的長距離・長時間の循環運転を行っていた。以下は廃止時点での路線。停留所は主なもののみ記載。

#### 東Aコース
- 市役所 → 老人福祉センター → ひばりケ丘桜泉園 → 西関宿 → 九郎右衛門 → 吉田橋 → 平野 → 吉岡集会所入口 → 保健福祉総合センター → 中央公民館・図書館入口 → 幸手駅前 → 勤労福祉会館前 → 市役所
  - 停留所40箇所（約25.5㎞）、一日4便、所要時間60分[8]。
  - コースの一部が、隣接する茨城県猿島郡五霞町を県境付近で通過するが、同町内に停留所は存在しない[16]。

#### 東Bコース
- 市役所 → 幸手駅前 → 幸手団地2街区13号棟前 → 東埼玉総合病院 → 浮合 → 平野 → 一ツ谷 → 九郎右衛門 → 吉田橋 → 老人福祉センター → 保健福祉総合センター → 市役所
  - 停留所41箇所（約27.5㎞）、一日4便、所要時間65分[8]。

#### 西Aコース
- 市役所 → 内国府間交差点 → 幸手駅前 → 長倉小学校入口 → コミュニティセンター入口 → 川崎公会堂 → 幸手団地中央 → 東埼玉総合病院 → 中央公民館・図書館入口 → 保健福祉総合センター → 老人福祉センター → 市役所
  - 停留所42箇所（約23.4 ㎞）一日4便、所要時間63分[8]。

#### 西Bコース
- 市役所 → 権現堂集落農業センター → ひばりケ丘桜泉園 → 老人福祉センター → 保健福祉総合センター → 消防署前 → 幸手駅前 → 川崎公会堂 → 下千塚 → 船渡橋 → 市役所
  - 停留所40箇所（約23.3㎞）、一日4便、所要時間64分[8]。

### 車両

#### 3代目車両
廃止時点では、同柄のバス2台で上記の4コースを運行していた。
- 日野・リエッセII[6][7][8]
  - マイクロバス。トヨタ・コースターのOEM車種。
  - ロングボディ[6]。白と青のツートンカラー（カタログカラー）[7][8]。
  - 車椅子用リフト装備（車椅子2台乗車可能）[8]。定員24名（22名+車椅子2名）[6]。
  - 車体前面に市章と「幸手市」、側面に市章と「幸手市 市内循環バス」の文字入り[7]。行先表示は差し込み式。
  - 専用車両を2台保有[6]。車両は東埼玉観光バスが所有。

#### 2代目車両
色柄の異なるバス2台で、上記の4コースを運行していた。
- 日野・リエッセ[12][13][18][10][11]
  - ステップリフトバス（車椅子1台乗車可能）[12][13][18][10][11]。前扉に電動補助ステップ付き[10]。
  - LED式行先表示器[12][18][10]、マーカーランプ装備[12][18][10]。
  - 前面行灯に「幸手市内循環バス」と表記[12][18][10]。
  - 春日部200か389[12][18]：黄色、幸手市の花サクラ[25]と白い鳥のイラスト[12][10]。
  - 春日部200か390[12]：ピンク、虹の上で手を繋ぐ人々とカエルのイラスト[12][10][11]。
  - 車両は東埼玉観光バスが所有[10][11]。

#### 初代車両
- 日野・レインボーRB[要出典] - 初代車両
  - 坂東交通が運行受託していた時期の車両。